# Killion Munyama
Killion Munzele Munyama, né le 10 juillet 1961 à Keemba, district de Monze, (Zambie), est un économiste, universitaire et homme politique polonais d'origine zambienne, député à la Diète depuis octobre 2011 après avoir été élu local à partir de 2002.

## Biographie
Né en Zambie, alors colonie britannique de Rhodésie du Nord, il arrive en 1981 en Pologne pour des études d'économie à Poznań. Après les avoir achevées, il retourne dans son pays et travaille pour le ministère du Commerce et de l’Industrie, mais repart l'année suivante pour préparer son doctorat en Pologne. Marié à une Polonaise en 1991, il est engagé comme enseignant-chercheur (maître de conférences en finances internationales) au département d'études bancaires de l'université d'économie de Poznań, assurant également des enseignements dans d'autres établissements.
À partir de 2002, il s'engage dans la vie politique locale et est élu successivement au conseil de district de Grodzisk Wielkopolski et à la diétine de la voïvodie de Grande-Pologne. Lors des élections législatives polonaises de 2011 il est élu député à la diète, sur une liste du parti Plate-forme civique (PO). Il est réélu en 2015.

## Vie personnelle
Marié à Elżbieta, professeur dans l'enseignement secondaire, ils ont trois enfants : Jeffrey (né le 24 novembre 1990), Pamela (née le 15 novembre 1993) et Filip (né le 11 juin 2001).
Ils habitent à Karczewo, village de la commune de Kaminiec en Grande-Pologne.